# Nictibi andí
El nictibi andí(Nyctibius maculosus) és una espècie d'ocell de la família dels nictíbids (Nyctibiidae) que habita zones properes als Andes.

## Descripció
- Ocell gros, amb una llargària de 36 - 38 cm i un pes d'uns 170 gr. Cap i ulls grans, boca molt ampla, encara que el negre bec és curt.[2]
- Mascle amb llarga cua i plomatge críptic. Color general marró fosc fortament barrat i pigallat de camussa pel dors i pigallat de negre i fosc per les parts inferiors. Una gran banda blanca a l'ala, formada per les cobertores alars.
- Femella similar al mascle. La taca clara de les cobertores alars és color camussa.

## Hàbitat i distribució
Habita la selva humida de les muntanyes de l'est de Colòmbia, oest de Veneçuela, est de l'Equador i del Perú i nord de Bolívia.